# Maggie Haberman
Pour les articles homonymes, voir Haberman.
Maggie Lindsy Haberman (née le 30 octobre 1973) est une journaliste américaine, qui est la correspondante à la Maison Blanche du New York Times et une analyste politique à CNN. Auparavant, elle a travaillé en tant que journaliste politique pour le New York Post, le New York Daily News et Politico.

## Origines et jeunesse
Haberman est née dans une famille juive à New York City, fille de Clyde Haberman (en), un journaliste du New York Times, et de Nancy Haberman (née Spies), une cadre dirigeante dans les médias et la communication au sein de Rubenstein Associates (en). Dans ce cabinet de relations publiques, une « Publicity Powerhouse » dont le fondateur éponyme avait été appelé « le doyen du contrôle des dommages » par Rudy Giuliani, la mère d'Haberman avait travaillé pour plusieurs New Yorkais influents dont Donald Trump. Enfant, dans la classe de 3e grade, Maggie Haberman avait tenu le rôle titre dans une représentation de la comédie musicale Annie à la P.S 75 Emily Dickinson School. En 1991, elle est diplômée de l'Ethical Culture Fieldston School, une école préparatoire indépendante à New York City, suivie par le Sarah Lawrence College, un collège d'arts libéraux à Yonkers, New York, où elle a obtenu un bachelor's degree en 1995.

## Carrière
La carrière d'Haberman's débute en 1996 quand elle est recrutée par le New York Post. En 1999, le Post la nomme pour couvrir la mairie, où elle devient "accro" au reportage politique. Haberman travaille pour le concurrent du Post, le New York Daily News pendant trois ans et demi au début des années 2000 où elle continue à couvrir la mairie. Elle retourne au Post pour couvrir la campagne de l'élection présidentielle américaine de 2008 et d'autres campagnes politiques. En 2010, Haberman est recrutée par Politico comme reporter senior. Elle devient une analyste politique pour CNN en 2014.
Haberman est embauchée par le New York Times au début de 2015 pour être correspondante politique de la campagne présidentielle américaine de 2016. Selon un commentateur, Haberman « forme une équipe journalistique éloquente avec Glenn Thrush (en) ». Son style de reportage comme membre de l'équipe du New York Times couvrant la Maison Blanche apparait dans la série documentaire Le Quatrième pouvoir de Liz Garbus. Parmi les contrariétés quotidiennes dans son travail de couverture de l'administration Trump, elle y est filmée dans son rôle de mère en étant interrompue dans des moments de tension pour prendre des appels téléphoniques de ses enfants. On la voit ainsi à un moment, disant au téléphone : « Tu ne peux pas mourir dans tes cauchemars »
En octobre 2016, un mois avant que Donald Trump batte Hillary Clinton à l'élection présidentielle américaine, un document est divulgué par WikiLeaks qui montre que la campagne Clinton utilise Haberman pour placer des histoires sympathiques dans Politico. « [The Clinton campaign] has a very good relationship with Maggie Haberman of Politico over the last year. We have had her tee up stories for us before and have never been disappointed. While we should have a larger conversation in the near future about a broader strategy for reengaging the beat press that covers HRC, for this we think we can achieve our objective and do the most shaping by going to Maggie ». 
En 2018, le reportage d'Haberman sur l'administration Trump gagne le Prix Pulitzer du  reportage national (partagé avec des collègues du New York Times et du Washington Post) et l'Aldo Beckman Memorial Award de l'Association des correspondants de la Maison-Blanche. Trump lui-même a régulièrement répondu aux articles de Haberman dans le Times en la traitant de « laquais d'Hillary » (Hillary flunky) et de « reporter de troisième zone » (third rate reporter).

## Vie personnelle
Haberman a épousé en novembre 2003, lors d'une cérémonie sur un rooftop de Tribeca à Manhattan, Dareh Ardashes Gregorian, un reporter du New York Daily News et avant du New York Post, fils de Vartan Gregorian (en), universitaire irano-arménienne et président de la Carnegie Corporation of New York (en). Ils ont trois enfants et vivent à Brooklyn.